# 김정영
김정영(1972년 7월 27일 ~ )은 대한민국의 배우이다.

## 출연작

### 영화
- 2000년 《실제상황》 - 여자모델 역
- 2001년 《번지점프를 하다》 - 영어교사 역
- 2002년 《선전적인 감》 - 감독 역
- 2002년 《달걀》
- 2002년 《나쁜 남자》 - 은혜 역
- 2003년 《마들렌》
- 2003년 《봄 여름 가을 겨울 그리고 봄》 - 소녀 모 역
- 2004년 《여선생 VS 여제자》 - 양경미 역
- 2005년 《마파도》
- 2005년 《여고괴담 4: 목소리》 - 영언 모 역
- 2005년 《너는 내 운명》 - 맞선녀 역
- 2008년 《우리 학교 대표》 - 문선생 역
- 2011년 《량강도 아이들》 - 종수 담임 역
- 2014년 《우아한 거짓말》 - 화연 모 역
- 2015년 《헬머니》 - 여수감자 1 역
- 2015년 《손님》 - 철수 모 역
- 2016년 《걷기왕》 - 만복의 엄마 역
- 2016년 《아무것도 아니지만》 - 민건 엄마 역
- 2016년 《가려진 시간》 - 재욱 엄마 역
- 2017년 《싱글라이더》
- 2017년 《임금님의 사건수첩》 - 제조상궁 역
- 2017년 《살인자의 기억법》 - 도박녀 역
- 2017년 《분장》 - 정옥순 역
- 2018년 《오목소녀》 - 쌍삼 역
- 2019년 《히치하이크》 - 트럭기사 역
- 2019년 《아워 바디》 - 자영 모 역
- 2019년 《82년생 김지영》 - 최소영 역 (특별출연)
- 2020년 《호텔 레이크》 - 아동보호소 부소장 역 (특별출연)
- 2020년 《69세》 - 식당사장 역
- 2020년 《오! 문희》 - 젊은 문희 역
- 2020년 《내가 죽던 날》 - 상사 역
- 2021년 《천사는 바이러스》 - 요쿠르트 역
- 2021년 《F20》 - 경화 역
- 2022년 《경아의 딸》 - 경아 역

### 드라마
- 2012년 JTBC 수목 미니시리즈 《아내의 자격》
- 2014년 JTBC 월화 미니시리즈 《밀회》 - 편집장 역
- 2015년 SBS 월화 특별기획 미니시리즈 《풍문으로 들었소》 - 정순 역
- 2016년 tvN 금토 미니시리즈 《시그널》 - 원경 이모 역 (특별출연)
- 2016년 SBS 주말 특별기획 미니시리즈 《미세스 캅 2》 - 전보영 역
- 2016년 KBS2 월화 미니시리즈 《동네변호사 조들호》 - 유치원 원장 강자영 역 (특별출연)
- 2016년 OCN 일요 미니시리즈 《뱀파이어 탐정》 - 황재국 (닥터 황)의 어머니 역 (특별출연)
- 2016년 KBS2 월화 미니시리즈 《백희가 돌아왔다》 - 두식의 누나 역 (특별출연)
- 2016년 tvN 금토 미니시리즈 《굿 와이프》 - 정재열의 어머니 역 (특별출연)
- 2016년 SBS 월화 미니시리즈 《낭만닥터 김사부》 - 동주 엄마 역 (특별출연)
- 2016년 JTBC 금토 미니시리즈 《솔로몬의 위증》 - 주리 모 역
- 2017년 SBS 월화 미니시리즈 《피고인》 - 한상욱(밀양)의 아내 역
- 2017년 SBS funE 금요 특별기획 시리즈 《아이돌마스터.KR - 꿈을 드림》 - 수지 모 역
- 2017년 MBC 월화 미니시리즈 《파수꾼》 - 수지엄마 역 (특별출연)
- 2017년 KBS2 주말연속극 《아버지가 이상해》 - 이윤석 어머니 역 (특별출연)
- 2017년 KBS2 수목 미니시리즈 《7일의 왕비》 - 권 씨 역
- 2017년 JTBC 금토 미니시리즈 《청춘시대 2》 - 지원의 어머니 역 (특별출연)
- 2017년 OCN 주말 미니시리즈 《블랙》 - 최순정 역 (특별출연)
- 2018년 SBS 드라마스페셜 《리턴》 - 김동배의 어머니 역 (특별출연)
- 2018년 MBC 월화 미니시리즈 《위대한 유혹자》
- 2018년 SBS 주말 특별기획  《그녀로 말할 것 같으면》 - 이숙현 역
- 2018년 tvN 월화 미니시리즈 《하늘에서 내리는 일억 개의 별》 - 승아의 어머니 역 (특별출연)
- 2018년 JTBC 월화 미니시리즈 《일단 뜨겁게 청소하라》 - 금자 역 (특별출연)
- 2019년 MBC 수목 미니시리즈 《봄밤》 - 고숙희 역
- 2019년 tvN 주말 미니시리즈 《아스달 연대기》 - 수하나 역
- 2019년 tvN 월화 미니시리즈 《유령을 잡아라!》 - 최경희 역
- 2019년 tvN 월화 미니시리즈 《블랙독》 - 문소녀 역
- 2020년 MBC 수목 미니시리즈 《더 게임: 0시를 향하여》 - 준영의 어머니 역 (특별출연)
- 2020년 SBS 금토 특별기획 시리즈 《더 킹 : 영원의 군주》 - 서령의 어머니 역
- 2020년 KBS2 월화 미니시리즈 《본 어게인》 - 허진경 역
- 2020년 JTBC 월화 미니시리즈 《야식남녀》 - 진성과 진우의 어머니 역 (특별출연)
- 2020년 MBC 수목 미니시리즈 《십시일반》  - 설영 역
- 2020년 SBS 월화 미니시리즈 《브람스를 좋아하세요?》 - 준영의 어머니 역
- 2021년 KBS2 월화 미니시리즈 《달이 뜨는 강》 - 공손 부인 역
- 2021년 KBS2 수목 미니시리즈 《대박부동산》 - 김소민 역
- 2021년 tvN 주말 미니시리즈 《지리산》 - 허진옥 역 (특별출연)
- 2022년 SBS 월화 미니시리즈 《사내 맞선》 - 참빛 보육원 원장 수녀 역 (특별출연)
- 2022년 tvN 수목 미니시리즈 《이브》 - 김진숙 역
- 2022년 쿠팡플레이 오리지널 시리즈 《안나》 - 유미의 어머니 역
- 2022년 KBS2 수목 미니시리즈 《진검승부》 - 장재희 교수 역 (특별출연)
- 2022년 Netflix 오리지널 시리즈 《더 글로리》 - 박상임 역
- 2023년 KBS2 월화 미니시리즈 《어쩌다 마주친, 그대》 - 옥자 역
- 2023년 tvN 월화 미니시리즈 《이로운 사기》 - 박자영 역
- 2023년 tvN 토일 특별기획 시리즈 《아라문의 검》 - 수하나 역
- 2024년 tvN 주말 미니시리즈 《졸업》 - 우승희 역
- 2024년 tvN 단막극 《O'PENing - 덕후의 딸》 - 오재금 역
- 2024년 SBS 금토 미니시리즈 《굿파트너》 - 박진숙 역 (특별출연)
- 2024년 tvN 주말 미니시리즈 《사랑은 외나무다리에서》 ... 한영은 역
- 2024년 JTBC 주말 미니시리즈 《옥씨부인전》 … 끝분이 역
- 2025년 SBS 금토 미니시리즈 《나의 완벽한 비서》 - 조영숙 역
- 2025년 TVING 오리지널 시리즈 《스터디그룹》 ... 오정화 역
- 2025년 SBS 금토 미니시리즈 《우리 영화》 ... 승희 역
- 2025년 KBS2 주말 연속극 《화려한 날들》 - 정순희 역
- 미정 TBA 드라마 《피타는 연애》

### 연극
- 《늦게 배운 피아노》 (2008년)
- 《RING RING RING RING》 (2009년) - 여자1 역
- 《기묘여행》 (2010년) - 사형수 어머니 역
- 《매기의 추억》 (2011년) - 현선 역
- 《지하생활자들》 (2011년)
- 《아워 타운》 (2012년) - 깁스부인 역
- 《푸른배 이야기》 (2013년)
- 《아시아 온천》 (2013년)
- 《전쟁터를 훔친 여인들》 (2013년) - 자개 역
- 《원파인데이》 (2015년 ~ 2016년)
- 《슬픈연극》 (2014년) - 심숙자 역

## 경력
- 극단 한강 단원